# Лаухин, Гаврил Яковлевич
Гаврил Яковлевич Лаухин (13 июня 1911 — 14 июня 1997) — механик-водитель танка Т-34 91-й танковой бригады, старший сержант — на момент последнего представления к награждению орденом Славы.

## Биография
Родился 13 июня 1911 года в селе Кочетовка Нижне-Ломовского уезда Пензенской губернии (ныне — в Каменском районе Пензенской области). Работал трактористом в колхозе. В 1931—1933 годах проходил действительную службу в Красной Армии.
В 1941 году был вновь призван в армию. С июня того же года участвовал в боях с захватчиками. Боевой путь начал в пехоте. К концу 1943 года красноармеец Лаухин воевал в 468-й отдельной разведывательной роте 60-й стрелковой дивизии.
18 декабря 1943 года, действуя в составе разведывательной группы в тылу противника, красноармеец Лаухин первым вступил в бой с врагом, уничтожил 2 и взял в плен 1 гитлеровца.
Приказом от 31 декабря 1943 года красноармеец Лаухин Гаврил Яковлевич награждён орденом Славы 3-й степени.
Эту награду тогда разведчик получить не успел. В одном из следующих боев был ранен и после госпиталя направлен в танковую школу. К началу 1945 года был уже механиком-водителем танка Т-34 91-й танковой бригады.
27 января 1945 года в районе города Николаи в единоборстве с превосходящими силами противника танк, управляемый механиком-водителем Лаухиным, уничтожил 3 пушки, 2 бронетранспортера, 6 автомашин, до 30 вражеских солдат и офицеров.
Приказом от 17 марта 1945 года старший сержант Лаухин Гаврил Яковлевич награждён орденом Славы 3-й степени.
26 апреля — 2 мая 1945 года в уличных боях за город Берлин старший сержант Лаухин в составе экипажа истребил 3-х фаустников, свыше 10 автоматчиков. Во взаимодействии со стрелковыми подразделениями танкисты захватили 3 квартала.
Приказом от 18 мая 1945 года старший сержант Лаухин Гаврил Яковлевич награждён орденом Славы 2-й степени.
После демобилизации в сентябре 1945 вернулся на родину. Работал трактористом.
Указом Президиума Верховного Совета СССР от 21 января 1982 года в порядке перенаграждения Лаухин Гаврил Яковлевич награждён орденом Славы орденом Славы 1-й степени. Стал полным кавалером ордена Славы.
Жил в городе Каменка Пензенской области. Скончался 14 июня 1997 года.
Награждён орденами Отечественной войны 1-й степени (6.4.1985), Красной Звезды, Славы 3-х степеней, медалями.